# Assmundtorp och Skändla
Ej att förväxla med tätorten Asmundtorp i Landskrona kommun.
Assmundtorp och Skändla är en av SCB avgränsad och namnsatt tätort (före 2020 småort) i Göteborgs kommun. Den omfattar bebyggelse i byarna Assmundtorp i norr i Säve socken och Skändla by i söder i Tuve socken. Orten ligger längs med Skändlavägen på östsidan av berget Skändla rös.

## Befolkningsutveckling
| Befolkningsutvecklingen i Assmundtorp och Skändla 2005–2020 | Befolkningsutvecklingen i Assmundtorp och Skändla 2005–2020 | Befolkningsutvecklingen i Assmundtorp och Skändla 2005–2020 | Befolkningsutvecklingen i Assmundtorp och Skändla 2005–2020 | Befolkningsutvecklingen i Assmundtorp och Skändla 2005–2020 |
| ----------------------------------------------------------- | ----------------------------------------------------------- | ----------------------------------------------------------- | ----------------------------------------------------------- | ----------------------------------------------------------- |
|                                                             |                                                             |                                                             |                                                             |                                                             |
| År                                                          |                                                             |                                                             | Folkmängd                                                   | Areal (ha)                                                  |
| 2005                                                        | 2005                                                        |                                                             | 127                                                         | 24#                                                         |
| 2010                                                        | 2010                                                        |                                                             | 153                                                         | 24#                                                         |
| 2015                                                        | 2015                                                        |                                                             | 175                                                         | 48#                                                         |
| 2020                                                        | 2020                                                        |                                                             | 217                                                         | 50                                                          |
| Anm.: # Som småort.                                         |                                                             |                                                             |                                                             |                                                             |